# Plainedge
Plainedge és una concentració de població designada pel cens dels Estats Units a l'estat de Nova York. Segons el cens del 2000 tenia 9.195 habitants.

## Demografia
Segons el cens del 2000, Plainedge tenia 9.195 habitants, 3.028 habitatges, i 2.458 famílies. La densitat de població era de 2.482,7 habitants per km².
Dels 3.028 habitatges en un 35,8% hi vivien nens de menys de 18 anys, en un 68,9% hi vivien parelles casades, en un 9,6% dones solteres, i en un 18,8% no eren unitats familiars. En el 15,5% dels habitatges hi vivien persones soles el 9,4% de les quals corresponia a persones de 65 anys o més que vivien soles. El nombre mitjà de persones vivint en cada habitatge era de 3,03 i el nombre mitjà de persones que vivien en cada família era de 3,36.
Per edats la població es repartia de la següent manera: un 24,7% tenia menys de 18 anys, un 6,3% entre 18 i 24, un 30,8% entre 25 i 44, un 22,4% de 45 a 60 i un 15,7% 65 anys o més.
L'edat mediana era de 38 anys. Per cada 100 dones de 18 o més anys hi havia 89,9 homes.
La renda mediana per habitatge era de 67.560 $ i la renda mediana per família de 75.588 $. Els homes tenien una renda mediana de 55.091 $ mentre que les dones 35.960 $. La renda per capita de la població era de 25.752 $. Entorn de l'1,7% de les famílies i el 2,4% de la població estaven per davall del llindar de pobresa.